# One of These Nights
No confundir con One of THOSE Nights
One of These Nights es el cuarto álbum de estudio de la banda norteamericana Eagles, publicado en 1975. La canción inicial del disco se volvió en el segundo número 1 en el Billboard Hot 100, en julio de ese año. El álbum lanzó tres singles "Top 10": «One Of These Nights», «Lyin' Eyes» y «Take It To The Limit», estos alcanzaron la #1, #2 y #4 posiciones, respectivamente.

## Éxito
El álbum se transformó en el primero de la banda en ubicarse en el primer lugar de las listas de éxitos; llegando a vender 4 millones de copias y haciendo a la banda acreedora de su primer Grammy por «Lyin' Eyes». También apareció en el concierto en vivo "After The Thrill Is Gone".
One of These Nights es el último álbum donde apareció Bernie Leadon. Leadon dejaría la banda después de One Of These Nights Tour.
La séptima canción, «Visions», es la única canción de Eagles en donde Don Felder canta como voz principal. El álbum se volvería en el éxito que catapultó a la banda a los charts internacionales, en especial a Estados Unidos. La banda iría a una enorme gira mundial en promoción del álbum; Fleetwood Mac abría para la banda cada concierto del tour.

## Información de los temas

### «Journey of the Sorcerer»
«Journey of the Sorcerer» fue usado como tema musical de la serie de radio de Douglas Adams The Hitchhiker's Guide to the Galaxy, producida por la BBC en 1978 a 1979. Adams dijo que él buscaba un tema musical tipo Sci-fi mientras que al mismo tiempo sugestionara al viaje, por eso el tema que contiene un banjo como instrumento base lo hace ideal. «Journey of the Sorcerer» fue usado subsecuentemente por la serie de televisión de 1981 (volviendo a ser regrabado), la secuela de la serie de radio producido por Above the Title Productions para la BBC en 2003 y 2004 y (regrabado nuevamente) en la película por Disney y Touchstone en 2005.
La versión original de «One of These Nights» fue usada para todas las transmisiones originales de las cinco series de radio. La adaptación a televisión de la serie, incluyendo la versión vendida en LP, usó un arreglo de Tim Souster, la edición en CD de la serie de radio emitida durante 2004 y 2005 tuvo otro arreglo de Philip Pope, y la versión de la película sostuvo un arreglo de Joby Talbot.

### «I Wish You Peace»
«I Wish You Peace» fue escrito por Bernie Leadon y a su entonces novia Patti Davis, hija del republicano por ese entonces gobernador de California Ronald Reagan. Nancy Reagan repudió a Patti durante este periodo, aparentemente por vivir con Leadon como una "pareja sin casarse". Don Henley criticaría esta canción de los Eagles describiéndola como "smarmy cocktail music".

## Lista de temas
| One of These Nights Lado 1 |                           |                                     |          |  |
| N.º                        | Título                    | Escritor(es)                        | Duración |  |
| 1.                         | «One of These Nights»     | Henley, Frey                        | 4:51     |  |
| 2.                         | «Too Many Hands»          | Meisner, Felder                     | 4:43     |  |
| 3.                         | «Hollywood Waltz»         | B. Leadon, Tom Leadon, Henley, Frey | 4:04     |  |
| 4.                         | «Journey of the Sorcerer» | B. Leadon                           | 6:40     |  |

| One of These Nights Lado 2 |                            |                       |          |  |
| N.º                        | Título                     | Escritor(es)          | Duración |  |
| 1.                         | «Lyin' Eyes»               | Henley, Frey          | 6:22     |  |
| 2.                         | «Take It to the Limit»     | Meisner, Henley, Frey | 4:49     |  |
| 3.                         | «Visions»                  | Felder, Henley        | 4:00     |  |
| 4.                         | «After the Thrill Is Gone» | Henley, Frey          | 3:58     |  |
| 5.                         | «I Wish You Peace»         | Patti Davis, Leadon   | 3:45     |  |

## Equipo técnico
- Glenn Frey - Vocalista líder,  guitarra, piano, armónica
- Don Henley - Vocalista líder, batería, percusión, tablas
- Bernie Leadon - Vocalista líder, guitarra, banjo, mandolín, steel guitar, pedal steel
- Don Felder - Vocalista líder, guitarra, Slide (guitarra), órgano
- Randy Meisner - Vocalista líder, bajo, guitarra

Equipo adicional
- David Bromberg - fiddles en "Journey of the Sorcerer"
- The Royal Martian Orchestra - cuerdas en "Journey of the Sorcerer"
- Albhy Galuten - sintetizador en "Hollywood Waltz"
- Jim Ed Norman - piano on "Lyin' Eyes" y "Take It to the Limit", orquestaciones
- Concert Master: Sid Sharp
- Director de orquesta: Jim Ed Norman
- arreglo: Jim Ed Norman y Eagles

## Producción
- Productor: Bill Szymczyk
- Ingeniero: Allan Blazek, Michael Braunstein, Ed Mashal, Bill Szymczyk, Michael Verdick, Don Wood
- Dirección de arte: Gary Burden
- Diseño: Gary Burden
- Fotografía: Norman Seeff y Tom Kelley (cover)
- Remasterización: Ted Jensen

## Sencillos
- "One of These Nights"/"Visions" - Asylum 45257; lanzado al mercado el 19 de mayo de 1975
- "Lyin' Eyes"/"Too Many Hands" - Asylum 45279; lanzado al mercado el 7 de septiembre de 1975
- "Take It to the Limit"/"After the Thrill Is Gone" - Asylum 45293; lanzado al mercado el 15 de noviembre de 1975

## Posicionamiento
Álbum
| Año  | Listas     | Posición |
| ---- | ---------- | -------- |
| 1975 | Pop Albums | 1        |

Sencillos
| Año  | Sencillo               | Listas             | Posición |
| ---- | ---------------------- | ------------------ | -------- |
| 1975 | "One of These Nights"  | Billboard Hot 100  | 1        |
| 1975 | "Lyin' Eyes"           | Billboard Hot 100  | 2        |
| 1976 | "Take It to the Limit" | Adult Contemporary | 4        |
| 1976 | "Take It to the Limit" | Billboard Hot 100  | 4        |

## Premios
Grammy Awards
| Año  | Ganador      | Categoría                                                                   |
| ---- | ------------ | --------------------------------------------------------------------------- |
| 1975 | "Lyin' Eyes" | Premio Grammy por mejor interpretación rock de un dúo o grupo con vocalista |

Nominaciones al Grammy Award
| Year | Winner              | Category          |
| ---- | ------------------- | ----------------- |
| 1975 | "Lyin' Eyes"        | Grabación del año |
| 1975 | One of These Nights | Álbum del año     |

## Historia de ventas
Debido a la demanda de la grabación original, se agregó un texto, el cual fue grabado en las ranuras de ambos lados:
- Lado Uno: Don't Worry--- (No te preocupes...)
- Lado Dos: ---Nothing Will Be OK! (...Nada va a estar Ok!)

Este es el segundo álbum de los Eagles en tener un sonido surround cuadrafónico persistente. Esta fue emitida en casete cuadrofónico de 8-track y LP CD-4.